# Pseudosauris
Pseudosauris is een geslacht van vlinders van de familie spanners (Geometridae), uit de onderfamilie Larentiinae.

## Soorten
- P. brunneoviridis Warren, 1897
- P. minnipenna Dyar, 1914
- P. miranda Warren, 1903
- P. postfulvata Prout, 1916